# Fersina
Il torrente Fèrsina (Bersn in mocheno) è uno dei principali affluenti di sinistra dell'Adige.

## Nome

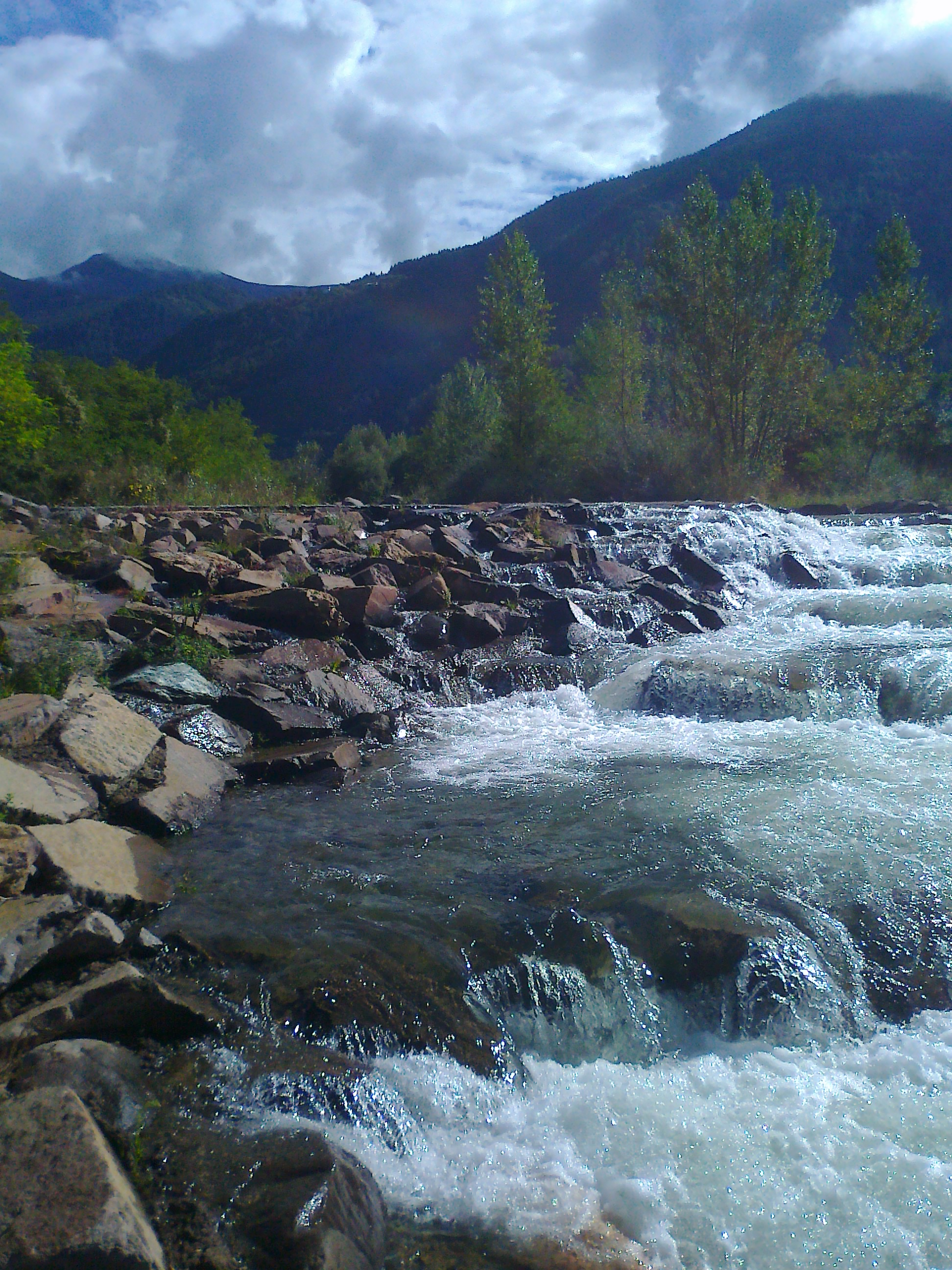
Il torrente Fersina presso Pergine Valsugana

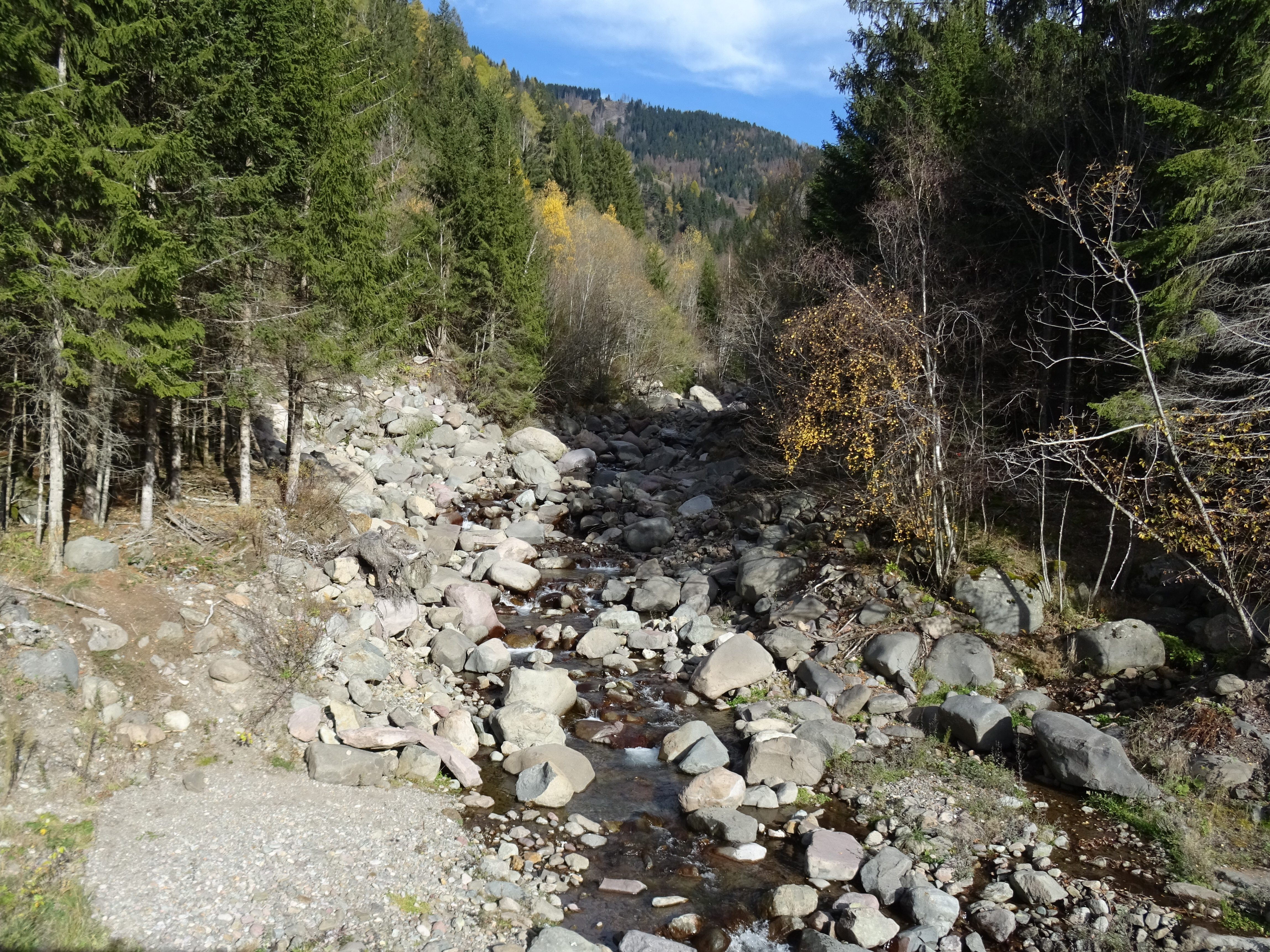
Il torrente Fersina al ponte di Kerschpam (Fierozzo)

Storicamente, nei documenti a partire dalla seconda metà del Seicento, il nome del torrente è declinato al femminile ("la Fersina"); dal Novecento è attestato l'uso al maschile ("il Fersina").
L'origine del nome è sostanzialmente ignota; il toponimo, certamente pre-romano e, forse, addirittura pre-retico, è probabilmente imparentato con quello della cittadina di Pergine. 
Numerose sono state le ipotesi etimologiche formulate nel corso degli anni, tra cui quella di Giuseppe Andrea Montebello (1793), poi suffragata da altri studiosi, che riconduce il nome a termini latini come ferrugo e ferri sinus, in ragione del fatto che vi erano miniere di ferro lungo il suo corso.

## Storia

### Formazione geologica
Nel periodo preglaciale, le acque dell'alta valle del Fersina confluivano verso la sella di Vigolo Vattaro e, aggirata la Marzola, si dirigevano verso le zone ora occupate da Mattarello e Aldeno. Con il susseguirsi delle fasi glaciali, il torrente dapprima deviò verso ovest, seguendo circa il percorso attuale e buttandosi nella nascente valle dell'Adige; poco prima dell'ultima grande glaciazione si formò la Valsugana; il torrente cambiò quindi nuovamente corso, prima gettandosi nella fossa del lago di Levico passando dietro al dosso di castel Pergine e poi, durante la deglaciazione, nel lago di Caldonazzo e infine di nuovo riprendendo il corso attuale.

### Sfruttamento
Nella piana perginese, le acque del torrente Fersina erano usate già dall'antichità per l'irrigazione delle campagne, e all'altezza del Croz del Cius (dopo Canezza) esisteva una presa che alimentava una roggia che attraversava Zivignago e Pergine, ad uso di varie attività commerciali. Viene praticata la pesca (vi si trovano la trota fario, iridea e marmorata) e, nei punti più accessibili, anche la balneazione.
Il corso d'acqua è sfruttato anche per la produzione di energia idroelettrica; già dal 1890 è in funzione la centrale del Ponte Cornicchio, alle porte di Trento; alla fine del Novecento sono nate altre tre piccole centrali in val dei Mocheni: quelle di Canezza (1984), Sant'Orsola Terme (1988) e Palù del Fersina (1991).

### Alluvioni e irreggimentazione
Il Fersina ha una portata media di 250-300 litri al secondo, ma ha la fama di torrente imprevedibile, giustificata da un'altissima variabilità, con minimi da 0,2 m³/sec nelle annate più secche, ai 180 m³/sec dell'alluvione del 1882. A partire dal 1239 e fino al 2010, sono state registrate almeno venticinque piene o alluvioni (molte documentate dai conventi trentini di Santa Chiara, San Bernardino e Santa Croce), alcune delle quali particolarmente importanti: specialmente gravi per il perginese furono quelle del 1575 e del 1748, mentre la peggiore in assoluto fu quella del 1882, che devastò anche la Val dei Mocheni e che rischiò di distruggere completamente il paese di Canezza.
Numerosi sono stati i tentativi di irreggimentare e arginare il corso del torrente. Significative sono le serre costruite nella forra di Ponte Alto, volute dal principe vescovo di Trento Bernardo Clesio (1537); altre ve ne sono a Cantanghel (Civezzano), Ponte Lodovico (tra San Donà e Mesiano) e Ponte Cornicchio (a Trento, in viale Trieste).

## Descrizione

### Percorso

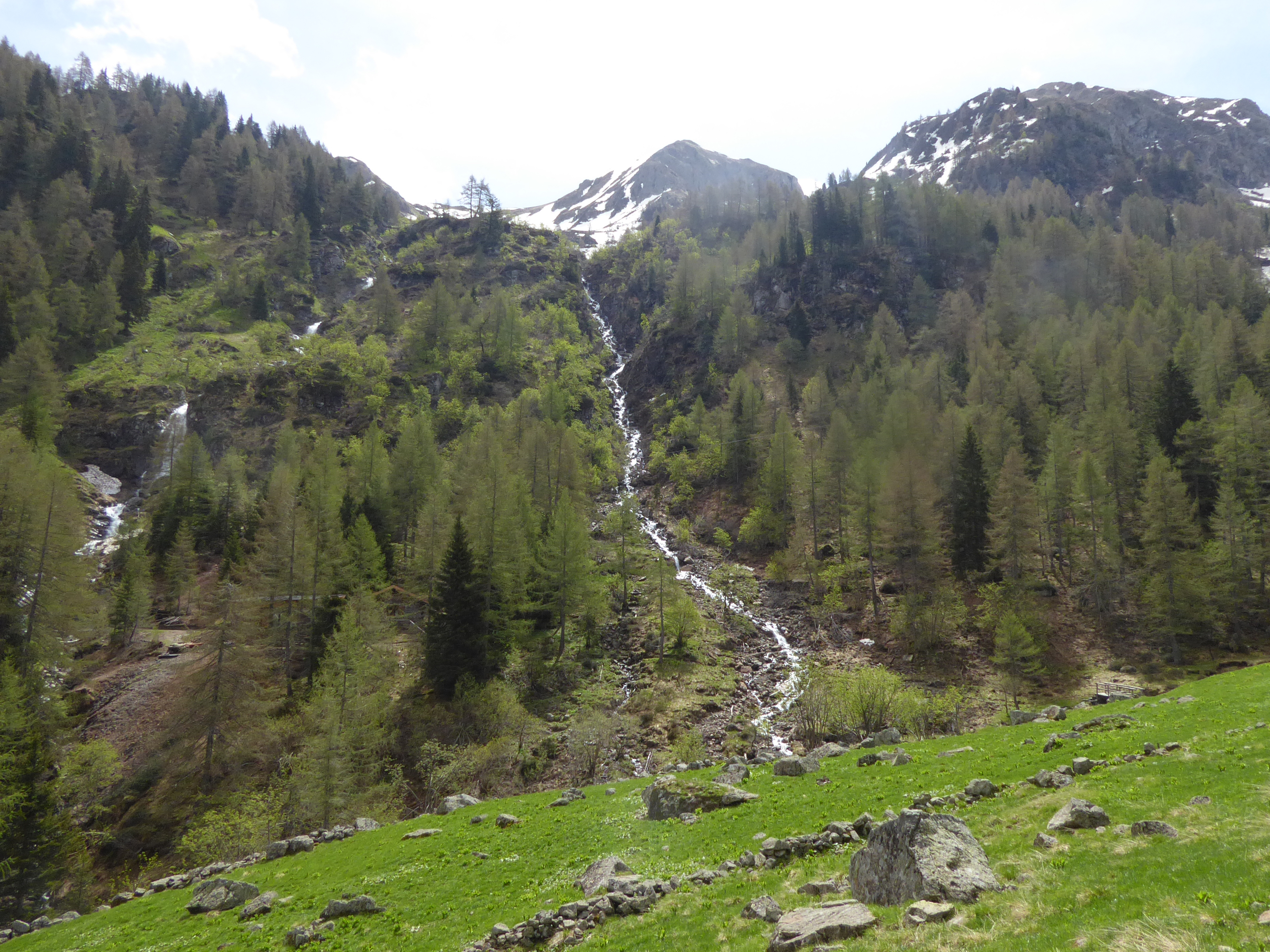
Immissari del Fersina a valle del lago di Erdemolo

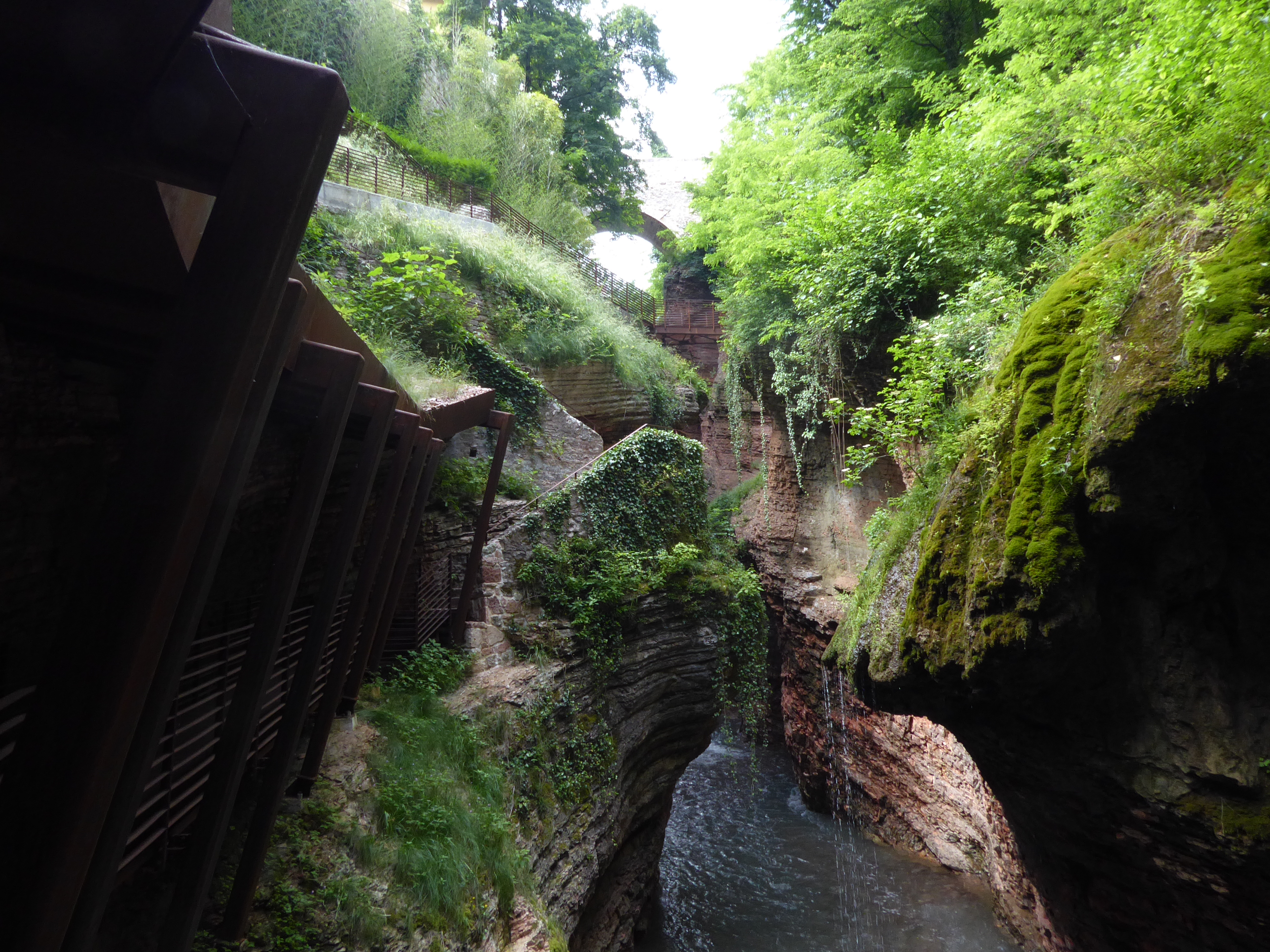
Il torrente nell'orrido di Ponte Alto

Il corso del torrente Fersina si estende per una lunghezza di quasi 30 km. Le sue acque sono utilizzate a scopi idroelettrici e irrigui.
Nasce dal lago di Erdemolo a 2036 m al margine occidentale della catena del Lagorai, scorre nella Valle dei Mocheni (in mocheno "Bersntol", cioè appunto "valle del Fersina"), lambisce la Valsugana (dalla quale è separato dalla sella di Pergine) e qui riceve da destra il torrente Silla proveniente dall'altopiano di Piné, quindi, dopo aver percorso la profonda forra dell'orrido di Ponte Alto, attraversa la città di Trento dove sfocia nell'Adige.

### Affluenti
Lungo il suo tragitto il torrente convoglia le acque di trentotto affluenti, molti dei quali piccoli rivi perenni, ma dalla portata consistente in caso di pioggia. I principali affluenti sono a destra il rio Negro, che sfocia presso Serso, e il torrente Silla, mentre a sinistra il rio Balkof che scende dalla Val Cava, il rio Molini che scende tra Fierozzo e Frassilongo, e il Rigolor che sfocia presso Canezza. Di seguito la lista completa degli affluenti: 
Sponda destra:
- rio Sensattel
- rio Laner
- rio Tasaineri
- rio Battisti
- rio Lenzi
- rio Sigismondi
- rio Eccheri
- rio Redebus
- rio Fontanari o rio della valle dei Marcheli
- rio di val Pegara o rio Borti (ai bagni di Sant'Orsola)
- rio delle Vergini (a valle di Sant'Orsola)
- rio Palaori
- rio Casteler
- rio Val dei Gobi
- rio val di Mala o dei Moreleti (presso Mala)
- rio Minghet
- rio de la val del Pont
- rio dei Focei
- rio Carpineto
- rio Negro
- Rogiöla
- torrente Silla

Sponda sinistra:
- rio Balkof o rio Valcava
- rio della valle dei Filzeri
- rio della valle dei Slompi
- rio della valle degli Obri
- rio Prighel
- rio Molini
- rio della valle del Plotz
- rio de la val de la Ciesa
- rio della valle dei Lodoli
- rio della valle dei Pruneri
- rio della valle dei Laneri
- rio della valle del Capo
- rio Rigolor o Glur
- rio di Costasavina
- rio di Roncogno o rio Val Granda
- rio Salè